# Foxconn
Hon Hai Precision Industry Co., Ltd. (en chino tradicional, 鴻海精密工業股份有限公司; en chino simplificado, 鸿海精密工业股份有限公司; pinyin, Hónghǎi Jīngmì Gōngyè Gǔfèn Yǒuxiàngōngsī) conocida como Foxconn es una multinacional taiwanesa con sede en el Distrito de Tucheng, Nuevo Taipéi que fabrica productos electrónicos por encargo. Es el mayor fabricante de componentes electrónicos a nivel mundial y el mayor exportador de Taiwán.
Foxconn es principalmente un original design manufacturer y entre sus clientes se incluyen las principales compañías tecnológicas de Estados Unidos, Europa y Japón. Entre los productos fabricados por Foxconn destacan el iPhone, iPad, Kindle, PlayStation 3, Xbox 360. y las cámaras GoPro.
Foxconn ha estado involucrada en varias controversias, la mayoría relacionadas con la forma de tratar a sus empleados en China, donde es el mayor empleador del sector privado. En 2012, Apple pagó a la Fair Labor Association para que hiciera un estudio sobre las condiciones laborales en Foxconn.
En agosto de 2016 compró el 66% de la empresa japonesa Sharp Corporation.
Foxconn nombró a Young Liu su nuevo presidente después de la jubilación del fundador Terry Gou, a partir del 1 de julio de 2019. Young Liu fue asistente especial del expresidente Terry Gou y director del grupo empresarial S (semiconductor). Los analistas dijeron que el traspaso señala la dirección futura de la compañía, subrayando la importancia de los semiconductores junto con tecnologías como la inteligencia artificial, la robótica y la conducción autónoma, después de que el principal negocio tradicional de ensamblaje de teléfonos inteligentes de Foxconn haya madurado.

## Instalaciones
Foxconn tiene fábricas en Asia, Europa y América. Entre todas ensamblan alrededor del 40% de todos los productos de electrónica de consumo producidos en el mundo.

### China

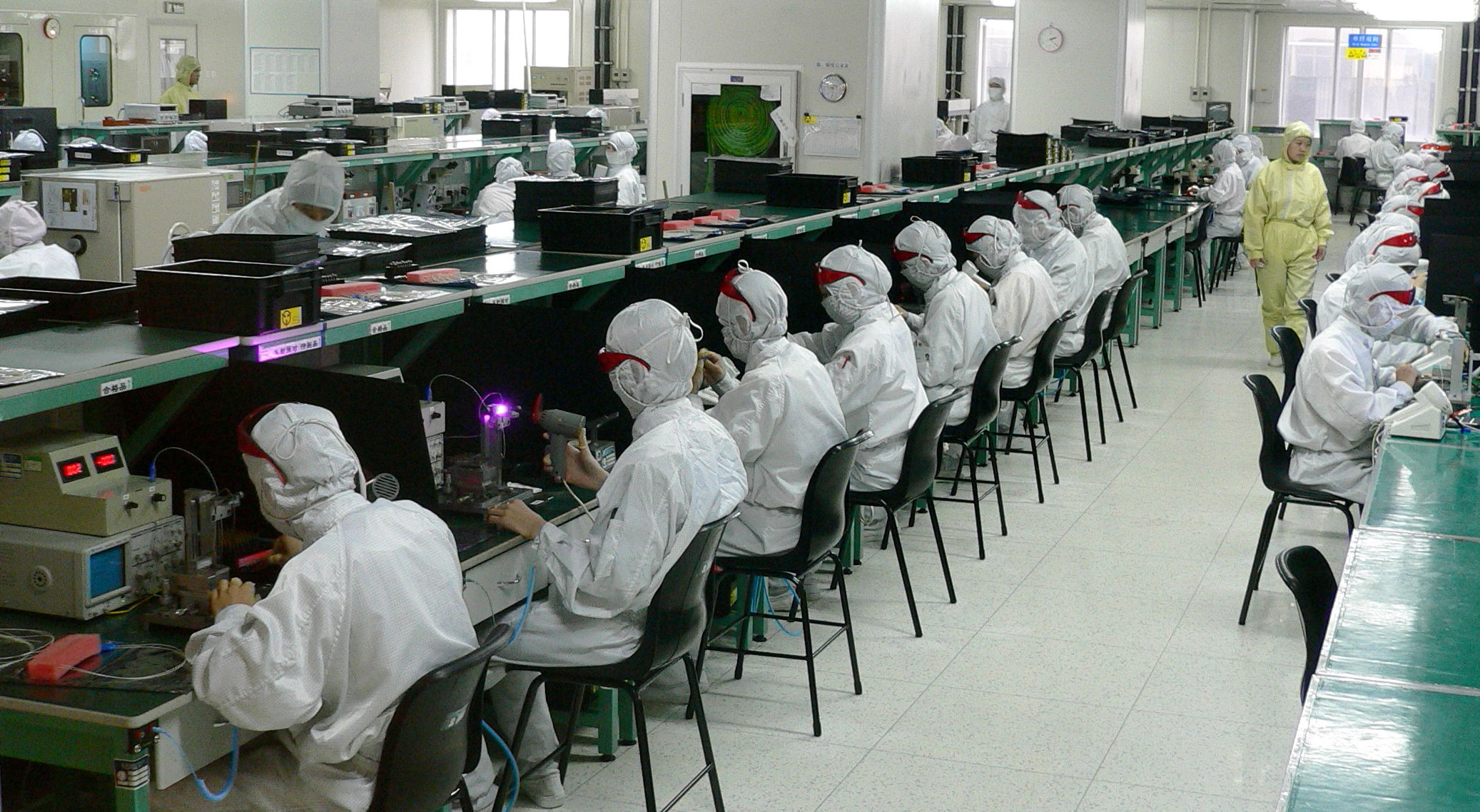
Trabajadores en la fábrica de Foxconn en Shenzhen.

Foxconn tiene 13 fábricas distribuidas en 9 ciudades chinas, más que en ningún otro país.
La fábrica más grande de Foxconn en el mundo está en Longhua, Shenzhen, donde cientos de miles de trabajadores (existen varios recuentos 230.000, 300.000, y 450.000) están empleados en el Longhua Science & Technology Park, un recinto amurallado a veces denominado "Foxconn City" o "iPod City". Las instalaciones tienen un tamaño aproximado de 3 km², incluyendo 15 fábricas, dormitorios para los trabajadores, una piscina, una brigada antiincendios, su propia red de televisión (Foxconn TV), y un centro de ciudad con supermercado, banco, restaurantes, librería y hospital. Mientras que algunos trabajadores viven en los pueblos de los alrededores, otros viven y trabajan dentro del complejo. La cuarta parte de los trabajadores viven en los dormitorios y muchos de ellos trabajan 12 horas al día, durante 6 días semanales.
Otra fábrica de Foxconn se encuentra en el Zhengzhou Technology Park en Zhengzhou, Henan donde trabajan unos 120.000 trabajadores.
Foxconn continua expandiéndose y entre sus planes se encuentran Chengdu en Sichuan y Wuhan en Hubei.

### Brasil
Todas las instalaciones de la compañía en América del Sur se encuentran en Brasil, y estas incluyen fábricas de teléfonos móviles en Manaus e Indaiatuba. También tiene bases de producción en Jundiai, Sorocaba y Santa Rita do Sapucaí. La compañía es considerada como una de las que más invierte en Brasil.

### Europa

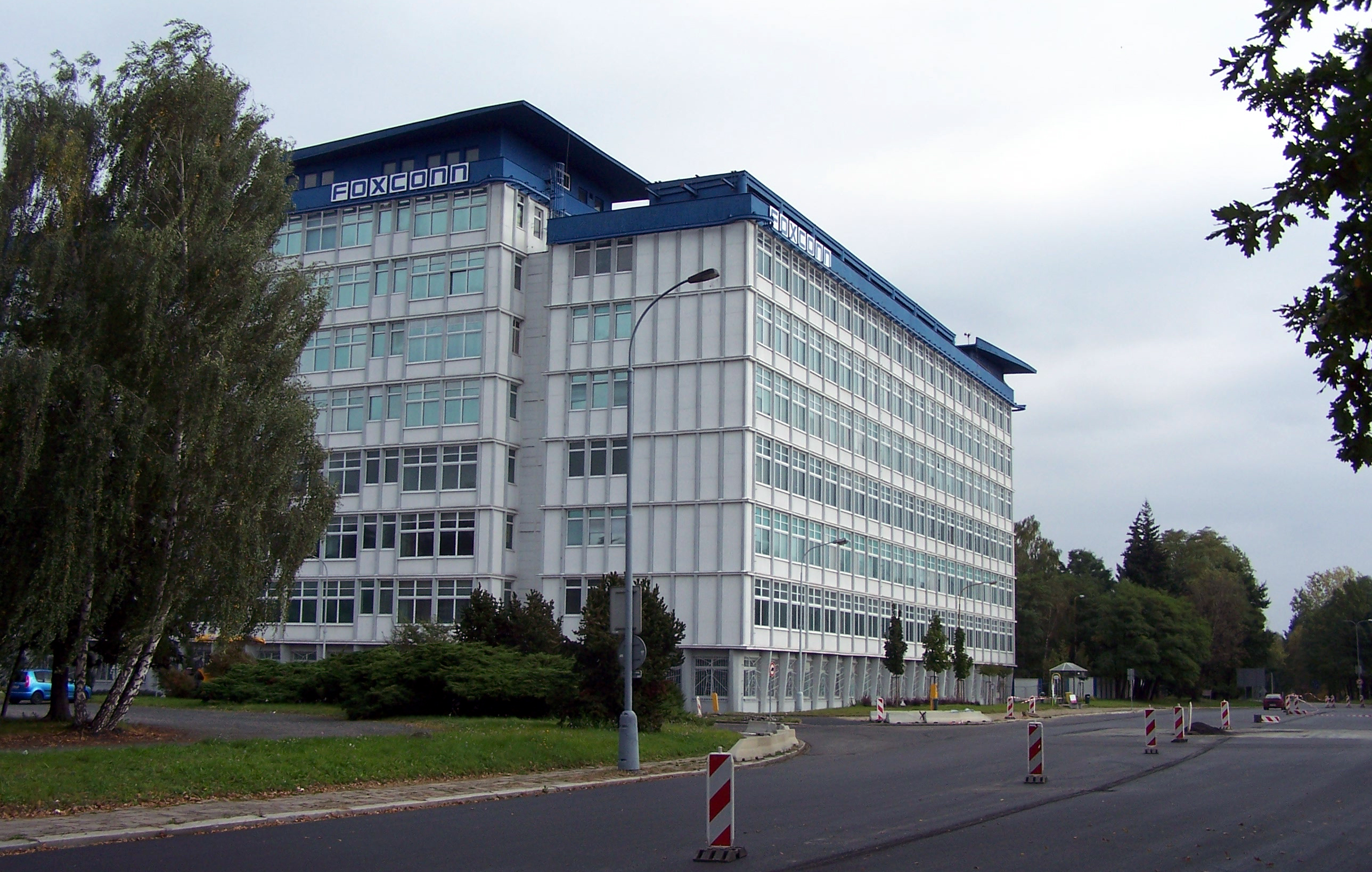
Una fábrica de Foxconn en República Checa.

Foxconn tiene fábricas en Hungría, Eslovaquia, y la República Checa. Es el segundo mayor exportador de la República Checa.

### India
Foxconn tiene instalaciones en la zona económica especial de Chennai, Tamil Nadu.

### Malasia
En 2011, Foxconn tiene al menos una fábrica en el estado de Johor, posiblemente en Kulaijaya, donde está desarrollando un parque industrial que incluirá 4 fábricas una vez completado.

### México
Foxconn tiene una instalación en San Jerónimo, Chihuahua que ensambla computadoras y dos instalaciones en Ciudad Juárez – anteriormente una base de producción de Motorola que fabricaba teléfonos móviles. y una fábrica de aparatos para infraestructura de comunicaciones, como puntos de acceso, switches, potenciadores de señal y tablillas electrónicas a Cisco Systems. Foxconn también fabrica televisores LCD en el país, en la ciudad de Tijuana.

## Principales clientes de electrónica
Entre los principales clientes de Foxconn se incluyen:
- Acer Inc. (Taiwán)[35]
- Amazon.com (Estados Unidos)[9]
- Apple Inc. (Estados Unidos), su principal cliente[36]
- Cisco (Estados Unidos)[37]
- Dell (Estados Unidos)[38]
- GoPro (Estados Unidos)
- Hewlett-Packard (Estados Unidos)[39]
- Intel (Estados Unidos)[40]
- International Business Machines Corp. (Estados Unidos)
- Motorola (Estados Unidos)[38]
- Nintendo (Japón)[41]
- Samsung Electronics (Corea del Sur)[42]
- Sony (Japón)[10]

- Toshiba (Japón)[43]
- Vizio (Estados Unidos)[44]

(Entre paréntesis se muestra la sede de la empresa)

## Vehículos eléctricos
Buscando mejorar sus márgenes, Foxconn ampliará y diversificará su negocio al fabricar dispositivos informáticos portátiles, robots e incluso vehículos eléctricos. Foxconn tiene previsto contratar 15.000 personas en Taiwán para impulsar la investigación en software, robótica y coches eléctricos, con el objetivo de lograr fabricar uno asequible a todos a un precio menor a 11.000 euros. Foxconn se asoció con BAIC, Beijing Automotive Group, para desarrollar nuevas baterías de vehículos eléctricos. Por otro lado, Terry Gou se reunió con Elon Musk (Tesla Motors), para ayudar a Foxconn.

## Controversias
El monólogo The Agony and the Ecstasy of Steve Jobs de Mike Daisey muestra la existencia de un ambiente de terror en las empresas de Hon Hai donde se producen la mayoría de componentes y aparatos electrónicos que se venden en todo el mundo. El diario Daily Mail ha publicado que a los trabajadores de las fábricas donde se construye gran cantidad de componentes de los artefactos de la empresa Apple en China se les obliga a firmar contratos por los que se compromenten, tantos ellos como sus familias a no denunciar ni llevar a juicios a las compañías en caso de accidente, daño, muerte o suicidio.

### Denuncias por malos tratos
Se ha denunciado en diversas ocasiones a esta empresa por los malos tratos hacia sus trabajadores. Numerosas notas de prensa han destacado las largas horas de trabajo, la discriminación hacia los trabajadores de China continental por parte de sus iguales taiwaneses, así como la falta de relaciones laborales dignas dentro de la compañía.
Chen Long, un trabajador de ensamblaje de 23 años de edad que se había integrado a la empresa en 2010, murió debido al exceso de horas de trabajo. Trabajaba 60 horas a la semana y fue aconsejado por sus padres para que renunciara a Foxconn, alarmados por los suicidios frecuentes en la empresa, así como por la serie de desgracias que rodean a la empresa. Chen Long fue requerido para trabajar horas extra durante más de un año, y se había desmayado en la calle meses antes de su muerte.
En 2006, el periódico británico Daily Mail acusó a la empresa de prácticas abusivas hacia sus empleados. Aunque en el momento en que Apple contratara los servicios de la empresa para la fabricación de sus iPods y iPhones, Foxconn cumplía con la mayoría de los requisitos en las áreas auditadas, la auditoría pudo corroborar que se cumplían algunas de las acusaciones.

### Suicidios en Foxconn
Sun Danyong, un hombre de 25 años, se suicidó en julio de 2009 después de reportar la pérdida del prototipo de un iPhone 4 que estaba en su poder. Previo al suceso, había sido maltratado y buscado en su casa por empleados de Foxconn.
En respuesta a una serie de catorce suicidios de trabajadores producidos en 2010, un reportaje realizado por 20 universidades chinas denunció que las fábricas de Foxconn tenían un trato de abuso generalizado hacia sus empleados, además de que abusaban de horas extraordinarias ilegales de trabajo. En respuesta a los suicidios, Foxconn instauró redes de prevención de suicidios en algunas de sus instalaciones, y se comprometió a ofrecer salarios sustancialmente más altos en sus instalaciones en Shenzhen. Adicionalmente, los trabajadores fueron obligados a firmar un documento legal vinculante para garantizar que no se matarían.

### Protestas
En enero de 2012, alrededor de trescientos trabajadores de la fábrica de Wuhan donde se ensamblaban los Xbox 360 amenazaron con suicidarse saltando desde el tejado de la fábrica en protesta por sus condiciones laborales. La empresa consiguió finalmente disuadirlos de esto, prometiéndoles una indemnización, la cual sin embargo no se cumplió.